# Transporte Automotor Municipal Sociedad del Estado
Pour les articles homonymes, voir Transporte Automotor Municipal Sociedad del Estado - UTE.
Le Transporte Automotor Municipal Sociedad del Estado, connue sous le sigle TAMSE, est une société argentine spécialisée dans le transport en commun, administrée par la municipalité de Córdoba. Elle a commencé à fonctionner en 2004 sous l'administration Luis Juez, bien qu'il y ait eu des changements importants dans ses opérations au cours des années suivantes jusqu'à aujourd'hui.
À partir d'octobre 2021, cette société assure le service des couloirs de trolleybus et de leurs extensions, en plus de onze autres lignes de bus précédemment exploitées par Grupo ERSA

## Histoire
L'origine du Transporte Automotor Municipal Sociedad del Estado (TAMSE) doit être replacée dans son contexte à la mi-2002, alors que le pays subissait encore les conséquences de la crise socio-économique résultant du départ prématuré du président de l'époque, Fernando De la Rúa. Le transport public, comme d'autres secteurs, n'a pas pu échapper aux turbulences provoquées par la situation, qui a inévitablement entraîné les différentes entreprises dans des situations d'anxiété. C'était le cas de l'UTE Ideal - San Justo, qui exploitait les couloirs rouge et vert et les périphériques. L'aggravation de sa situation financière a mis en péril l'emploi de quelque 863 travailleurs.
En 2005, la TAMSE a repris le service de trolleybus (précédemment exploité par Trolecor) et ses trois lignes. C'est également cette année-là que le premier lot d'autobus a été acheté, 30 autobus Volkswagen, 100 autobus Iveco et 20 autobus Mercedes-Benz dont plusieurs sont équipés d'un système spécial de rampe pour faciliter la montée et la descente des personnes handicapées en fauteuil roulant. Cette alternative d'expansion de la flotte permet à TAMSE de se positionner comme la principale entreprise du système de transport public de passagers. En 2009, le service différentiel a été étendu grâce à l'achat de 40 unités supplémentaires, fournies par TATSA, qui ont permis de créer trois nouvelles lignes (D2, D4 et D5) et d'étendre les itinéraires des trois lignes existantes.
En août 2013, l'ancien maire de Córdoba, Ramón Javier Mestre, a décidé qu'entre septembre de cette année-là et mars 2014 (date à laquelle une réforme totale du système a été relancée), les lignes de bus de TAMSE (qui traversait une crise financière et était fortement remise en question quant à l'état des unités) seraient exploitées par Grupo ERSA et Autobuses Santa Fe, créant ainsi une brève Union temporaire des entreprises (Unión Transitoria de Empresas, UTE),.
Avec l'arrivée de la pandémie de Covid-19 en 2020, le maire Martín Llaryora déclare l'état d'urgence pour les transports publics de Córdoba en raison du fort impact causé par la diminution du trafic. En conséquence, diverses modifications ont été apportées au système, notamment la création de trois nouvelles lignes de trolleybus : A1, B1 et C1, qui couvrent une partie des lignes électrifiées et s'étendent à différentes parties de la ville. À partir d'octobre 2021, cette société assure le service des couloirs de trolleybus et de leurs extensions, en plus de onze autres lignes de bus précédemment exploitées par Grupo ERSA,.

## Lignes

### Trolleybus
| Lignes | Itinéraires                                 | Carte |
| ------ | ------------------------------------------- | ----- |
|        | - Mariano Fragueiro - Plaza de Las Américas |       |
|        | - Barrio Alto Alberdi - Barrio Pueyrredón   |       |
|        | - Barrio Ameghino - Barrio San Vicente      |       |

### Extensions
Entièrement couvertes par des autobus, les extensions de lignes de trolleybus ont pour fonction de circuler le long des mêmes artères que le système électrifié, mais continuent ensuite à parcourir plusieurs kilomètres de plus vers des points cardinaux plus éloignés du centre.
| Lignes | Itinéraires                           |
| ------ | ------------------------------------- |
|        | - Mariano Fragueiro - Santa Isabel II |
|        | - Arguello - Pueyrredón               |
|        | - Ameghino - Ituzaingó Anexo          |

### Colectivos

#### Corredor 3
| Lignes | Itinéraires                              |
| ------ | ---------------------------------------- |
| 31     | - Centro - Carrara de Horizonte          |
| 32     | - Santa Isabel 2° Sección - Guiñazú      |
| 33     | - Santa Isabel 1° Sección - Área Central |
| 35     | - Cabildo - Centro                       |
| 36     | - Cabo Farina - El Chingolo              |

#### Corredor 8
| Lignes | Itinéraires                             |
| ------ | --------------------------------------- |
| 80     | - Coronel Olmedo - Cerro de las Rosas   |
| 81     | - Coronel Olmedo - Chateau Carreras     |
| 82     | - Valle del Cerro - Ampliación Ferreyra |
| 83     | - Marechal - Rucci                      |
| 84     | - Centro - Rucci                        |
| 85     | - Coronel Olmedo - Centro               |